# Donald Rose
Donald Kitchener Rose (Westcott, 24 december 1914 – Ilkeston, 11 juli 2025) was de oudste nog levende Britse veteraan uit de Tweede Wereldoorlog. Hij diende in het Queen's Royal Regiment (West-Surrey) als scherpschutter.
Rose werd op 24 december 1914 geboren in Westcott, een plaats in het Engelse graafschap Surrey. Hij ging op 23-jarige leeftijd bij het Britse leger. Tijdens de Tweede Wereldoorlog nam hij deel aan campagnes in Noord-Afrika, Italië en Frankrijk. Tijdens de landing in Normandië raakte Rose door een kogel gewond aan zijn been. Hij maakte deel uit van de divisie die het concentratiekamp van Bergen-Belsen in Noord-Duitsland bevrijdde. Rose ontving verschillende onderscheidingen, waaronder de hoogste Franse onderscheiding Légion d'Honneur.
Rose trouwde in 1946 en kreeg een zoon. Hij werkte onder meer als vuilnisman en als werknemer van een overheidsdienst voor gasvoorziening. Zijn vrouw overleed in februari 2001. Hij overleed op 11 juli 2025 in een verzorgingstehuis in Ilkeston in het Engelse graafschap Derbyshire, 110 jaar en 199 dagen oud. Rose gold als de oudste man in het Verenigd Koninkrijk en als oudste nog levende Britse WOII-veteraan.